# Neil Campbell
Neil Allison Campbell (ur. 17 kwietnia 1946 w Culver City, zm. 21 października 2004 w Redlands) – amerykański biolog i nauczyciel akademicki znany jako współautor podręcznika pt. Biologia nazywanego potocznie „Biologią Campbella”.
W 1963 Campbell został absolwentem Gardena High School. Studia, ukończone w 1967, rozpoczął na California State University, Long Beach. Tytuł Master of Arts uzyskał z zoologii na University of California, Los Angeles, następnie zaś doktoryzował się w dziedzinie botaniki na University of California, Riverside. Przez ok. 30 lat prowadził kursy biologii ogólnej na Cornell University, Pomona College i San Bernardino Valley College. Był także profesorem wizytującym na University of California, Riverside. Zainteresowania naukowe Campbella dotyczyły roślin przybrzeżnych, pustynnych, a także tych z rodzaju Mimosa L. oraz innych z rodziny bobowatych. Przez 38 lat był żonaty z Rochelle Campbell, z którą miał córkę, Allison Campbell. Zmarł w wieku 58 lat w Redlands Community Hospital z powodu komplikacji po niewydolności serca na krótko przed 8. wydaniem Biologii. Jego imieniem został nazwany fundusz ustanowiony przez żonę naukowca po jego śmierci (The Neil Allison Campbell Endowed Research Award), który przyznawany jest studentom University of California, Riverside.

## Wybrane publikacje
- Biology (pierwsze wydanie w 1987; podręcznik przetłumaczony na 17 języków, sprzedany w ponad 7 milionach egzemplarzy)
- Essential Biology
- Biology: Concepts and Connections

## Wybrane nagrody
- Outstanding Professor Award (San Bernardino Valley College, 1986)
- Distinguished Alumnus Award (University of California, Riverside, 2001)